# АК-46
АК-46 — стрелковое оружие: опытные автоматы, разработанные группой конструкторов под руководством М. Т. Калашникова для участия в конкурсе 1946 года на новый автомат под промежуточный патрон 7,62 мм.
В АК-46 применён ряд конструктивных решений, отработанных Калашниковым  в его опытных карабинах в 1944—1946 годах. Было создано три варианта автомата: АК-46 № 1 с фрезерованной ствольной коробкой, АК-46 № 2 со штампованной ствольной коробкой и АК-46 № 3, отличавшийся от № 2 наличием складного приклада. На первом этапе испытаний автоматы опередили оружие ряда именитых конкурентов Калашникова, но после второго этапа конструкцию пришлось радикально переработать; новый автомат получил обозначение АК-47.

## История
В мае 1946 года Управление стрелкового вооружения ГАУ объявило новый конкурс на создание автомата под патрон образца 1943 года. По условиям конкурса требовалось создать автомат с нескладным прикладом и со складным для специальных родов войск и офицерского состава. Также предполагалось оснащение автомата отъёмным штыком. Темп стрельбы автомата не должен был превышать 400—450 выстрелов в минуту.
Калашников, прикомандированный к полигону НИПСВО в 1943 году, для участия в конкурсе подготовил эскизный проект автомата. В связи с закрытостью конкурса, участники должны были предоставить документацию под вымышлеными именами и Калашников отправил свой эскизный проект под шифром «МИХТИМ».
В октябре 1946 года конкурсная комиссия, рассмотрев доработанные эскизные проекты автоматов, рекомендовала для изготовления опытных образцов и проведения полигонных испытаний проекты Н. В. Рукавишникова, К. А. Барышева, Г. А. Коробова, А. А. Булкина, А. А. Дементьева и М. Т. Калашникова. В том же месяце Калашников был направлена на Ковровский завод № 2 для изготовления своего автомата. В начале ноября на заводе была сформирована группа конструкторов под руководством М. Т. Калашникова, в которую вошли А. А. Зайцев, а позднее — В. И. Соловьёв и другие. Были изготовлены три варианта автомата, получившие обозначения АК-46 № 1 (заводское обозначение — АК-1), АК-46 № 2 (АК-2) и АК-46 № 3 (АК-3).
После первого этапа полигонных испытаний (июнь-август 1947) остались автоматы троих конструкторов: Булкина, Дементьева и Калашникова. Поскольку ни один из автоматов не удовлетворял требованиям по кучности стрельбы и живучести, комиссия предложила оставшимся участникам внести изменения в оружие и представить переделанные образцы.
Испытания АК-46 в июне-августе 1947 года показали, что использование схемы со штоком газового поршня, выполненного отдельно от затворной рамы (так называемая схема автоматики с коротким ходом газового поршня), не обеспечивает ожидаемой надёжности работы. Несмотря на запрет полигона на проведение существенных усовершенствований автомата, Зайцев предложил радикально переработать конструкцию.  Целями переработки были повышение надёжности работы автоматики, улучшение технологичности, эксплуатационных качеств и внешнего вида. Хотя Калашников был склонен остаться на схеме первого этапа, так как времени до повторных испытаний оставалось очень мало, Зайцев смог убедить его в необходимости коренной переработки образца.
В новом образце затворная рама была объединена со штоком газового поршня (так называемая схема автоматики с длинным ходом газового поршня), как это было сделано в нескольких автоматах, участвовавших в конкурсах 1944 и 1946 годов, а также был внедрён ряд других изменений. Автомат получил обозначение АК-47, и по итогам следующего этапа конкурса, проходившего с декабря 1947 по январь 1948 года, научно-технический совет полигона рекомендовал изготовление серии автоматов для войсковых испытаний.
По состоянию на 2019 год сохранившиеся образцы АК-46 № 1, 2 и 3 находятся в фондах Военно-исторического музея артиллерии, инженерных войск и войск связи.

## Конструкция

### АК-46 № 1
Оружие имело классическую компоновку с верхним расположением газового двигателя, автоматика работала по принципу отвода части пороховых газов через отверстие в стенке ствола. Ствол имел четыре нареза, вьющихся слева вверх направо. Запирание ствола происходило поворотом затвора: эта схема была ранее использована Калашниковым в его опытном карабине 1944 года. Ствольная коробка — фрезерованная, к которой крепились также фрезерованная коробка ударно-спускового механизма с пистолетной рукояткой и деревянный приклад. Ствольная и спусковая коробки соединялись между собой по направляющим и фиксировались штифтом. Схема работы газового двигателя существенно отличалась от более позднего АК-47: связь затворной рамы с газовым поршнем осуществлялась через толкатель с пружиной, представляющий собой единую деталь с поршнем. Газовый поршень, не скреплённый с затворной рамой, воздействовал только на часть хода подвижных частей. Раздельные шток с поршнем и затворная рама обеспечивали возможность заряжания автомата из обоймы без отделения магазина (для того же служила открытая сверху ствольная коробка и затворная задержка, фиксировавшая подвижные части в заднем положении). Ударно-спусковой механизм — куркового типа, предохранитель был выполнен отдельно от переводчика, их флажки размещались на левой стороне ствольной коробки. Там же располагалась рукоятка взведения, выполненная в едином узле с затворной рамой. Прицельные приспособления состояли из секторного прицела, рассчитанного на 800 метров, и мушки. Для улучшения устойчивости оружия при стрельбе автоматическим огнём в дульной части ствола, за основанием мушки, были просверлены шесть сквозных отверстий (по три с каждой стороны), выполнявших функцию дульного тормоза-компенсатора. Питание осуществлялось из доработанного магазина на 30 патронов от автомата А. И. Судаева АС-44. Под стволом автомата размещался шомпол.

### АК-46 № 2
В АК-46 № 2 система автоматики и конструкция многих узлов и деталей остались без изменений. Доработки были направлены в первую очередь на повышение надёжности работы узлов и механизмов. Вместо открытой сверху фрезерованной ствольной коробки была применена закрытая штампо-сварная, отчасти повторявшая таковую на автомате StG 44. Переход на штампо-сварную ствольную коробку предполагал уменьшение трудоёмкости изготовления автомата. Ствольная коробка обеспечивала направление движения подвижной системы: стебель затвора вместе с затвором короткими направляющими выступами были посажены на внутренние направляющие плоскости отбортовок ствольной коробки и перемещались по плоскостям, образованным выштамповками в ствольной коробке. В конструкции направляющего стержня возвратной пружины, входившего в паз ствольной коробки, прослеживалось влияние подобного узла ППС-43. В нижней части ствольной коробки имелась приваренная горловина магазина, повысившая жёсткость крепления магазина в ствольной коробке. Рукоятка взведения, смонтированная на ствольной коробке, была связна с затворной рамой только гребнем зацепа и оставалась неподвижной при стрельбе, а прорезь в ствольной коробке закрывалась пылезащитной планкой. Штампованная коробка УСМ с пистолетной рукояткой и присоединённой к ней деревянным прикладом крепилась к ствольной коробке двумя поперечными штифтами. Флажки предохранителя и переводчика были перекомпонованы и сделаны удобнее. Питание осуществлялось из доработанного магазина от автомата АС-44.

### АК-46 № 3
Предназначался для ВДВ и других специальных родов войск и отличался от АК-46 № 2 наличием складного вниз под ствольную коробку металлического приклада, конструктивно аналогичного прикладам MP 38/40.

## Комментарии
1. ↑  Первый конкурс на создание автомата под промежуточный патрон 7,62 мм состоялся в 1944 году и победителем стал автомат А. И. Судаева АС-44. М. Т. Калашников в конкурсе не участвовал[8].
2. ↑  Т.е. МИХаил ТИМофеевич — имя и отчество конструктора